# ヘレン・トナー
ヘレン・トナー（英語: Helen Toner）はオーストラリアの研究者であり、ジョージタウン大学のCenter for Security and Emerging Technologyの戦略ディレクターである。彼女はCEOのサム・アルトマンが解任された時のOpenAIの役員であった。

## 生い立ちと教育
トナーは1992年にオーストラリアのメルボルンで二人の医師の間に生まれた。彼女は2014年にメルボルン大学を卒業し、化学工学の理学士号を取得した。彼女は国際外交シミュレーションに学生参加を提供する組織であるUN Youthに参加した。メルボルンで大学生だった頃、効果的利他主義運動に出会った。2018年には、北京で9ヶ月間中国語を学び、オックスフォード大学のAIガバナンスセンターのAIと防衛に関する研究員として働いた。2019年から2021年まで、ワシントンD.C.にあるジョージタウン大学のウォルシュ外交学院に通い、安全保障学の文学修士号を取得した。

## 経歴

### 初期の経歴
卒業後、トナーはHolden Karnofskyが共同設立した慈善団体評価機関であるGiveWellと、Dustin MoskovitzとKarnofskyが共同設立したイニシアチブであるOpen Philanthropyで働いた。GiveWellでは、AIの軍事利用や地政学がAIの発展に及ぼす影響など、AI政策の問題について研究を行った。2017年5月、トナーはOpen Philanthropyによる「高度人工知能に関連するガバナンスと政策問題に関するフェローシップ、研究、会議を支援する」ためのUCLA法科大学院への150万ドルの助成金を推奨した。8月には、先端技術による潜在的なリスクに関する原稿の出版を支援するため、Center for a New American Security (CNAS)の元海軍長官であるRichard Danzigへの26万ドルの助成金を推奨した。

### Center for Security and Emerging Technology
2019年1月、トナーはワシントンD.C.にあるジョージタウン大学ウォルシュ外交学院のCenter for Security and Emerging Technology (CSET)シンクタンクの戦略ディレクターに任命された。CSETは、Open Philanthropyからジョージタウン大学への5年間で5,500万ドルの助成金によって設立された。2022年3月、彼女は常勤の戦略および基礎研究助成金ディレクターに任命された。彼女はOpenAIの役員在任中およびその後もCSETでの仕事を続け、政策立案者にAI政策と戦略について助言を行った。また、中国のAI産業についても研究し、『Foreign Affairs』に共著論文を発表している。
2023年10月にAndrew ImbrieとOwen J. Danielsと共著で発表した論文「Artificial Intelligence and Costly Signals」は、ChatGPTの立ち上げに関する批判が含まれていたため、トナーとOpenAIのCEOであるサム・アルトマンの間で緊張を引き起こしたと報じられている。アルトマンは、この論文がOpenAIの技術の安全性を維持するための努力を批判する一方で、競合企業であるAnthropicのアプローチを賞賛していると不満を述べたという。アルトマンはトナーに電話をかけ、連邦取引委員会によるOpenAIのデータ収集に関する調査のため、彼女の論文は「問題を引き起こす可能性がある」と述べた。

### OpenAI
2021年後半、トナーはHolden Karnofskyに招待され、OpenAIの役員会で彼と交代した。OpenAIはMicrosoftを含む投資家が所有しているが、この組織は非営利のガバナンス構造を維持しており、役員は株主ではなく、組織の利他的な目標に責任を負っている。
2023年10月、彼女は2人の共著者と「Decoding Intentions: Artificial Intelligence and Costly Signals」というレポートを発表し、次のように書いている。
OpenAIはまた、ChatGPTとGPT-4の立ち上げに関連する他の多くの安全性と倫理の問題についても批判を受けている。著作権の問題、データ注釈者の労働条件、安全制御を回避できる「脱獄」に対する製品の脆弱性などである。
この論文の発表後、アルトマンはこの論文が会社に批判的であると考え、トナーを解任しようと試みた。
2023年11月17日、トナーは他の3人の役員とともに、OpenAIのCEOであるサム・アルトマンを解任することに投票した。役員会が述べた理由は、アルトマンが役員会との「コミュニケーションにおいて常に率直ではなかった」こと、およびアルトマンが私利私欲のために役員を操っていると認識されていたことである。4日後、OpenAIの役員会とサム・アルトマンの間で合意に達し、トナー、ターシャ・マッコーリー、イリヤ・サツケバーは役員会を去り、元財務長官のローレンス・サマーズとブレット・テイラーが後任となり、アルトマンはCEOに復帰した。
2024年5月、ポッドキャストで、アルトマンを解任した役員会の理由を説明する中で、彼女はアルトマンが既存の安全プロセスについて「複数回」役員会を欺いたと主張した。情報隠蔽、会社で起こっていることの意図的な虚偽表示、役員会への明白な嘘などである。彼女は、役員会はChatGPTの立ち上げについて知らされておらず、ソーシャルメディアプラットフォームTwitterを通じてそのリリースを知ったと主張した。また、アルトマンは自身が経営判断を下していたベンチャーキャピタルであるOpenAI Startup Fundを所有していることを役員会に知らせていなかったとも指摘した。彼は「会社に金銭的利害関係のない独立した役員である」と主張していた。

## 私生活
トナーはドイツ人科学者と結婚しており、子供が一人いる。